# Heinrich von Hatten
Heinrich von Hatten (* im 16. Jahrhundert in Segeberg; † 12. Juni 1655 in Rendsburg) war ein deutscher Jurist und holstein-gottorfischer Gesandter zu den Verhandlungen, die 1648 zum Westfälischen Frieden geführt haben.

## Leben
Heinrich von Hatten wurde als Sohn des Christian von Hatten, Hausvogt der Burg Segeberg, und dessen Ehefrau Heilwig, deren Nachname nicht belegt ist, geboren. Nach dem Studium der Rechtswissenschaften an der Martin-Luther-Universität Halle-Wittenberg und der Universität Rostock wurde er Nachfolger seines Schwiegervaters Joachim Reiche im Amt des Syndicus des Lübecker Domkapitels.
In den Jahren von 1615 bis 1632 war er Syndikus der Schleswig-holsteinischen Ritterschaft. 1631 zum Königlich-dänischen Rat ernannt, war er bis 1655 Landkanzler in Holstein. In dieser Funktion war er mehrfach Gesandter zum Kaiserhof. 1633 wurde er an der Universität Greifswald nach einer Disputation über den Kirchenpatronat unter dem Vorsitz von Friedrich Mevius zum Doktor beider Rechte promoviert. 1636/1637 war er mit der Ausarbeitung der holsteinischen Polizeiordnung sowie mit der Revision der Landesgerichtsordnung beschäftigt. 1644 wurde er zum Geheimrat ernannt und erhielt ein Mandat als Gesandter zu den Friedensverhandlungen in Osnabrück, die 1648 zum Westfälischen Frieden geführt haben. Von Hatten hielt sich 1646 ein halbes Jahr, 1647 während des Sommers, ebenso im Frühjahr 1648 in Osnabrück auf. Er war nominell Gesandter des Erzstifts Bremen, vertrat aber auch königlich dänische und hauptsächlich herzoglich gottorfische Interessen. Er war auch Holstein-Gottorfer Rat und Kanoniker des Domkapitels Schleswig.
Von Hatten war Schlossvogt im Segeberger Schloss, als die schwedischen Truppen unter General Lennart Torstensson auf dem Rückweg in dem Burgamtmann Caspar von Buchwald und dem Schlossvogt die Kommandanten der sog. Schnapphähne, die sie beständig aus dem Hinterhalt angriffen, erkannten. Als Vergeltung ließ Torstensson die offene Siegesburg niederbrennen.
Von Hatten war in erster Ehe mit Elisabeth Reiche († 1610, Tochter des Lübecker Syndikus Joachim Reiche und der Ursula von Kampen). Nach Elisabeths Tod heiratete er 1615 Margarethe Wasmer (1598–1629), Tochter des Gräflich–Rantzauer Sekretärs Johann Wasmer und der Margarethe Steinhausen. 1630 heiratete er zum dritten Mal. Seine Frau war Catharina Gude (* 1661).

## Ehrungen
- Am 29. August 1635 erhob ihn Kaiser Ferdinand II. auf Schloss Orth in den Reichsadelsstand.
- Kaiserlicher Holzpfalzgraf
- Geheimrat